# Mitrofanovita
La mitrofanovita és un mineral de la classe dels sulfurs. Rep el nom en honor de Felix Petrovich Mitrofanov (Феликс Петрович Митрофанов) (22 de juny de 1935, Orenburg, URSS - 8 de maig de 2014, Apatiti, Rússia), geòleg i acadèmic de l'Acadèmia Russa de Ciències. Va ser dels primers a descobrir la mineralització del grup del platí al complex Fedorova-Pana, a Rússia.

## Característiques
La mitrofanovita és un tel·lurur de fórmula química Pt₃Te₄. Va ser aprovada com a espècie vàlida per l'Associació Mineralògica Internacional l'any 2018, sent publicada per primera vegada el 2019. Cristal·litza en el sistema trigonal. Es troba química i estructuralment relacionada amb la moncheïta.
L'exemplar que va servir per a determinar l'espècie, el que es coneix com a material tipus, es troba conservata les col·leccions del Museu Mineralògic Fersmann, de l'Acadèmia de Ciències de Rússia, a Moscou (Rússia), amb el número de registre: 5141/1.

## Formació i jaciments
Va ser descoberta a Chuarvy Est, dins el massís de Fedorovo-Pansky (óblast de Múrmansk, Rússia), on es troba en forma de grans anèdrics de fins a uns 20 × 50 μm, habitualment en intercreixements amb moncheïta. Es tracta de l'únic indret de tot el planeta on ha estat descrita aquesta espècie mineral.